# Sommer-Paralympics 2020/Teilnehmer (Island)
| stlisierte Goldmedaille | stlisierte Silbermedaille | stlisierte Bronzemedaille |
| ----------------------- | ------------------------- | ------------------------- |
| —                       | —                         | —                         |

Island nominierte für die Paralympischen Spiele 2020 in Tokio (24. August bis 5. September 2021) eine aus sechs Sportlern – drei Frauen und drei Männern – bestehende Mannschaft.

## Teilnehmer nach Sportart

### Leichtathletik

#### Frauen
| Athletin                     | Klassifizierung | Wettbewerb(e) | Weite  | Rang |
| ---------------------------- | --------------- | ------------- | ------ | ---- |
| Bergrun Osk Adalsteinsdottir | T37             | Weitsprung    | 4,04 m | 8    |
| Bergrun Osk Adalsteinsdottir | F37             | Kugelstoßen   | 9,57 m | 7    |

#### Männer
| Athlet            | Klassifizierung | Wettbewerb(e) | Zeit       | Rang |
| ----------------- | --------------- | ------------- | ---------- | ---- |
| Patrekur Axelsson | T11             | 400 m         | 56,73 s PB | 7    |

### Radsport

#### Straße
| Athleten                | Wettbewerb(e) | Zeit         | Rang |
| ----------------------- | ------------- | ------------ | ---- |
| Arna Albertsdóttir (H3) | Zeitfahren    | 48:22,33 min | 11   |
| Arna Albertsdóttir (H3) | Straßenrennen | 1:22:04 h    | 15   |

### Schwimmen

#### Frauen
| Athletin                  | Klassifizierung | Wettbewerb(e)  | Zeit                     | Rang |
| ------------------------- | --------------- | -------------- | ------------------------ | ---- |
| Thelma Bjorg Bjornsdottir | SB5             | 100 m Brust    | 1:54,88                  | 8    |
| Thelma Bjorg Bjornsdottir | S6              | 400 m Freistil | im Vorlauf ausgeschieden |      |

#### Männer
| Athlet              | Klassifizierung | Wettbewerb(e)       | Zeit                     | Rang |
| ------------------- | --------------- | ------------------- | ------------------------ | ---- |
| Mar Gunnarsson      | SB11            | 50 m Freistil       | im Vorlauf ausgeschieden |      |
| Mar Gunnarsson      | S11             | 100 m Rücken        | 1:10,36                  | 5    |
| Mar Gunnarsson      | S11             | 100 m Schmetterling | im Vorlauf ausgeschieden |      |
| Mar Gunnarsson      | SM11            | 200 m Lagen         | 2:37,43                  | 8    |
| Robert Isak Jonsson | SB14            | 100 m Brust         | im Vorlauf ausgeschieden |      |
| Robert Isak Jonsson | S14             | 100 m Schmetterling | 58,06                    | 6    |
| Robert Isak Jonsson | S14             | 200 m Lagen         | im Vorlauf ausgeschieden |      |